# Барабанер, Ханон Зеликович
Ханон Зеликович Барабанер (30 июля 1933, Ленинград — 21 сентября 2022) — эстонский экономист, ректор Института экономики и управления — ECOMEN (2006—2013), почётный гражданин Таллина.

## Образование
- 1951 — окончил ленинградскую среднюю школу № 367.
- 1956 — окончил Ленинградский инженерно-экономический институт (ныне Санкт-Петербургский Государственный инженерно-экономический университет ИНЖЭКОН).
- 1961 — окончил Всесоюзный энергетический институт.
- 1968 — окончил аспирантуру Института термофизики и электрофизики Академии наук ЭССР.

## Инженерная деятельность
- 1956—1957 — инженер-энергетик Всесоюзного треста «Энергохимпром» (г. Ленинград).
- 1957—1960 — главный теплотехник треста «Эстонсланец» (Эстония, Йыхви).
- 1960—1963 — главный инженер шахтомонтажного и сантехмонтажного управления (Эстония, Кохтла-Ярве).
- 1963—1965 — начальник производственного отдела и главный инженер Республиканского монтажного треста (Эстония, Таллин).
- 1965—1967 — главный специалист по теплоснабжению и вентиляции Всесоюзного государственного проектного института «Гипросельстрой» (Эстония, Таллин, Москва).

Активный участник технического перевооружения топливно-энергетического комплекса Эстонии и всего Северо-Запада СССР (1957—1965 гг.).
Ведущий разработчик энергетической части международных проектов сельхозобъектов от Монголии до Чехословакии (по линии Совета экономической взаимопомощи) (1965—1968 гг.).
Международно признанный специалист и консультант по энергетике сельских районов и энергетике коммунального хозяйства городов (1965—1995 гг.).

## Научная деятельность
- 1968—1974 — научный сотрудник Института термофизики и электрофизики Академии Наук ЭССР.
- 1974—1980 — старший научный сотрудник Института термофизики и электрофизики Академии Наук ЭССР.
- 1980—1986 — ведущий научный сотрудник, член Ученого Совета Института термофизики и электрофизики Академии Наук ЭССР.
- 1986—1991 — ведущий научный сотрудник, член Ученого Совета Института энергетики Академии Наук ЭССР.
- 1991—1995 — ведущий научный сотрудник, член Ученого Совета Института энергетики Эстонии.
- 1975 −1991 — член Научного Совета Академии Наук СССР по комплексным проблемам энергетики.
- 1980—1995 — эксперт Энергетической Комиссии Социального и Экономического комитета ООН.

Руководитель и разработчик первой в СССР республиканской программы энергосбережения. На основании разработанной им методики и опыта её реализация в Эстонии в 1975—1980 гг. были организованы подобные разработки в других республиках СССР и в других странах Совета экономической взаимопомощи. В ходе этих разработок выступал в качестве ведущего научного консультанта.
Один из ведущих разработчиков Энергетической программы СССР. С докладом о согласовании Энергетической и Продовольственной программ СССР выступал на Президиуме Академии Наук СССР.
С 1977 один из первых в мире начал разработку эколого-социально-экономического подхода к решению общеэнергетических задач. Доклады на Президиуме Академии Наук СССР, в Американской национальной Академии, на энергетических и экономических международных форумах. Лауреат Первых Мелентьевских чтений «За новые идеи в энергетике». Ныне этот подход стал общепризнанным. Золотая медаль Выставки достижений народного хозяйства СССР за комплекс работ по электрификации сельскохозяйственных объектов.
Инженерная и научная деятельность отмечена рядом Правительственных наград.
Один из учредителей Евразийского экономического Клуба учёных (2008 г.). С июля 2010 заместитель Председателя Клуба. По инициативе Клуба ежегодно проводится Международный Астанинский Экономический Форум, на котором представлено более 70 стран, заместитель председателя Русского Академического общества Эстонии (2007 г.).

## Педагогическая деятельность
С 1964 г. Читал курсы лекций по мировой экономике и международному менеджменту, по основам современных подходов к управлению предприятиями, по социально-экономическому прогнозированию, по экономике и организации энергетики, по основам эколого-социально-экономического подхода к решению общеэнергетических и технических задач. Лекции читал в вузах Эстонии, России, Финляндии, Чехии, Германии, Австрии, Франции, США, Латвии, Болгарии, Казахстана, Белоруссии и в других странах.
1993 — основатель и ректор Международного эколого-технологического колледжа — МЭТК.
1997 — ректор Силламяэского института экономики и управления — СИЭУ (преобразован из МЭТК).
2006—2013 — ректор Института экономики и управления — ECOMEN (преобразован из СИЭУ).

## Научные публикации
Автор более 200 научных публикаций, в том числе таких монографий как:
1. Определение перспектив развития энергетического хозяйства экономического района.
2. Повышение эффективности энергетического комплекса региона.
3. Энергетика республик Прибалтики и Белорусской ССР.
4. Проблемы развития энергетики Северо-Запада СССР.
5. Формирование энергоснабжающих систем по Северо-Западному району СССР.
6. Основные направления энергосберегающей политики в развитых капиталистических странах.
7. Аккумуляционное электротеплоснабжение.
8. Теплоснабжение сельских населенных пунктов.
9. Психология управления персоналом.

Научный редактор ряда монографий и сборников трудов. Автор и соавтор разработки учебных программ и учебно-методических пособий по читаемым курсам лекций. Председатель редакционного совета «Сборника трудов Института экономики и управления» (ежегодно два сборника). Член редакционного совета журнала «Экономика, финансы, исследования». Член редакционного совета «Евразийского экономического ревю», член редколлегии «Вестника „Русского академического общества“». Автор более 160 научно-популярных и публицистических статей.

## Научные степени и звания
- 1973 Кандидат экономических наук (доктор экономики) (диплом МЭК № 020358)
- 1977 Старший научный сотрудник по специальности «общая энергетика» (диплом СН № 001120)
- 1997 Профессор Международной Академии туризма (диплом АП № 0021)
- 2002 Действительный член-академик Международной академии биосферных наук (диплом № 57).
- 2007 Почётный доктор Санкт-Петербургского Государственного инженерно-экономического университета (решение Ученого Совета от 26 декабря 2007 г.)
- 2009 Член-корреспондент Международной Академии наук высшей школы (Решение общего собрания от 11 марта 2009 г.)
- 2009 Почётный профессор Уральского государственного экономического университета (решение Ученого совета от 31 августа 2009 г.)
- 2009 Почётный профессор Казахского «Института экономических исследований» (решение Ученого Совета от 23 октября 2009 г.)
- 2010 Действительный член-академик Европейской Академии торговли, член Президиума Академии (решение Президиума от 22 июля 2010 г.)
- 2010 Избран Персоной 2010 года Европейской Академии торговли (решение Академии от 26 июля 2010 г.)
- 2011 Действительный член-академик Международной академии наук высшей школы (решение Академии от 30 марта 2011 г.)